# Tesoro di Cartagine

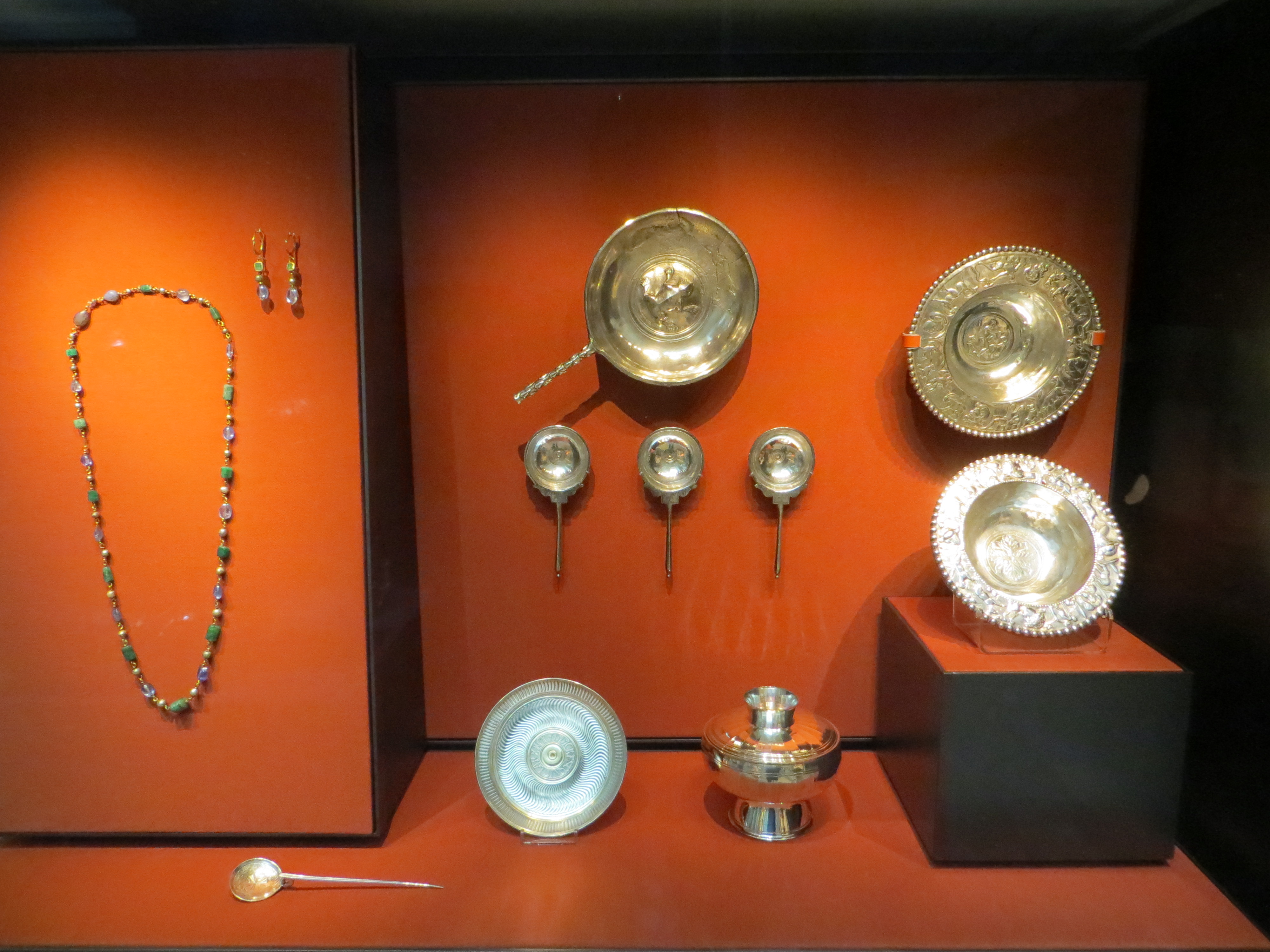
Parte del tesoro conservata al British Museum

il tesoro di Cartagine è un importante tesoro romano d'argento risalente alla seconda metà del IV secolo e scoperto a Cartagine, in Tunisia. Gran parte del tesoro è ora di proprietà del British Museum di Londra, il resto si trova al Museo del Louvre di Parigi.

## Scoperta
Il tesoro è stato riportato alla luce nel XIX secolo durante degli scavi nella Cartagine antica, che, al momento della sua caduta, era la più grande città della provincia romana d'Africa.
La maggior parte degli oggetti vennero acquistati da Sir Augustus Wollaston Franks, curatore capo del British Museum che li lasciò in eredità al museo alla sua morte avvenuta nel 1897. Tuttavia una piccola parte del tesoro si trova al Louvre.

## Attribuzione dei reperti
Il tesoro di Cartagine comprende 31 oggetti; per lo più di posate d'argento di lusso e gioielli che erano appartenuti ad una ricca famiglia romana.
Iscritto al centro di uno dei piatti, la sigla D D ICRESCONI CLARENT è associata ai Cresconii, una potente famiglia romana di Cartagine, com'è noto dai registri dei titolari di cariche pubbliche del tempo.
Ci sono due ipotesi per le quali il tesoro sia stato sepolto in un rifugio:
- La stessa famiglia dei Cresconii l'avrebbe nascosto per causa delle varie dispute religiose che si svolsero intorno all'anno 400.
- Il tesoro sarebbe stato nascosto dai Vandali. Questi ultimi infatti , guidati da Genserico, invasero il Nord Africa dalla Penisola Iberica nel 429 e la città di Cartagine divenne la capitale del Regno Vandalo nel 439[4].

## Il tesoro
Il tesoro comprende:
- una coppia di piastre piane (una delle quali identifica la famiglia).
- due ciotole con scene pastorali scolpite terreno e martellato intorno al bordo[3].
- quattro ciotole emisferiche con gambe affusolate alte (due dei quali hanno ancora i loro coperchi).
- una ciotola poco profonda con una maniglia con una rana incisa nel suo centro.
- dodici cucchiai d'argento.
- una collezione di gioielli: un anello, un cammeo, un paio di orecchini, numerosi intagli e due collane, una in oro, l'altra decorata con pietre preziose[1]: dodici smeraldi poligonali e tredici zaffiri, integrati da 25 perle collegati in oro[5].
- un servizio d'argento per bevande, conosciuto come argentum potorium.
- un servizio d'argento per il pasto noto, come argentum escarium.
- diverse coppe d'argento con copertura emisferica. Il design elegante presenta un alto basamento che integra la curvatura del coperchio[6]. Ciotole simili sono stati scoperti presso il sito romano di Viminacium, nei pressi di Kostolac,in Serbia[6].

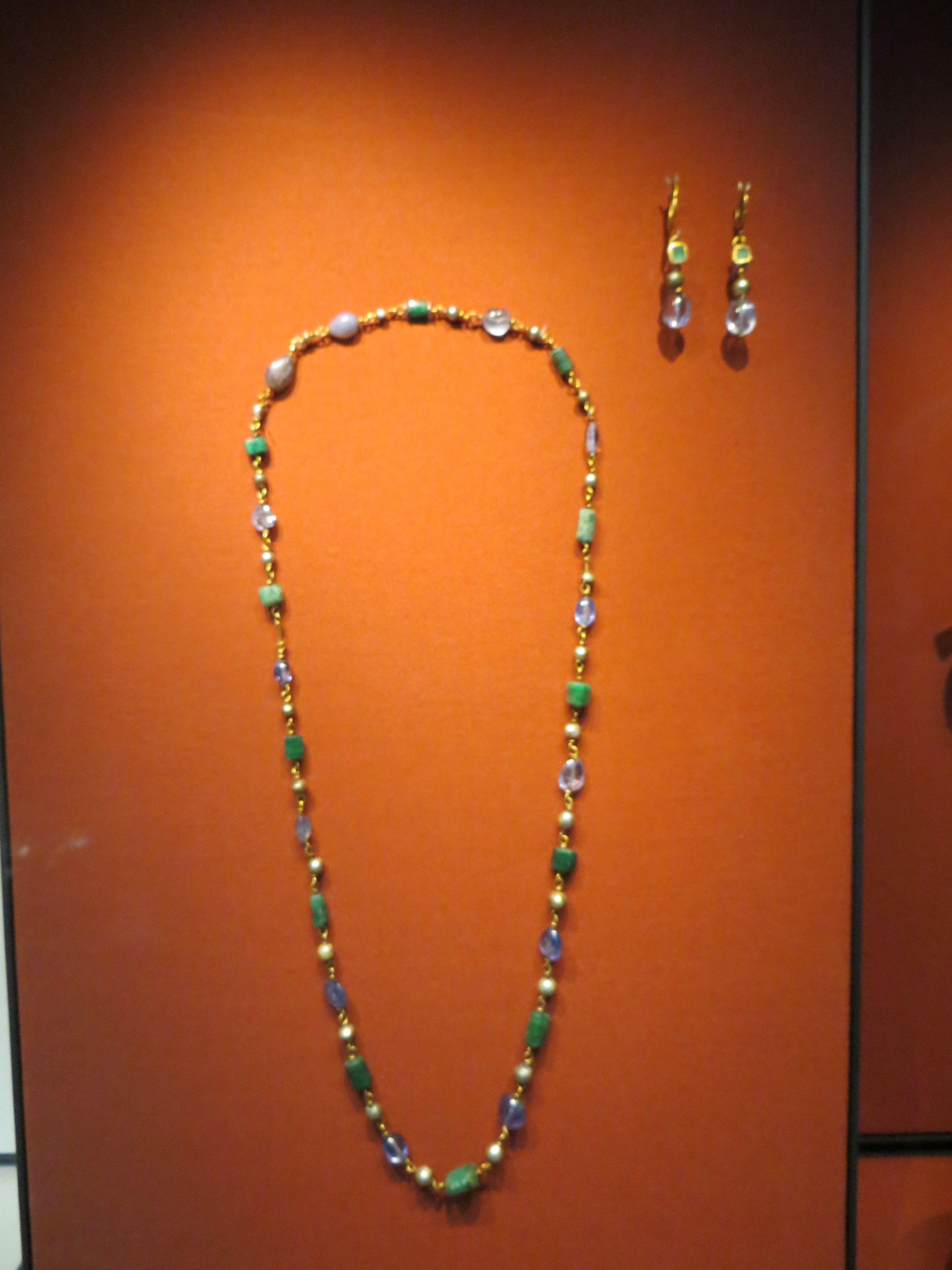
La collana (in perle e zaffiro) con la coppia di orecchini.
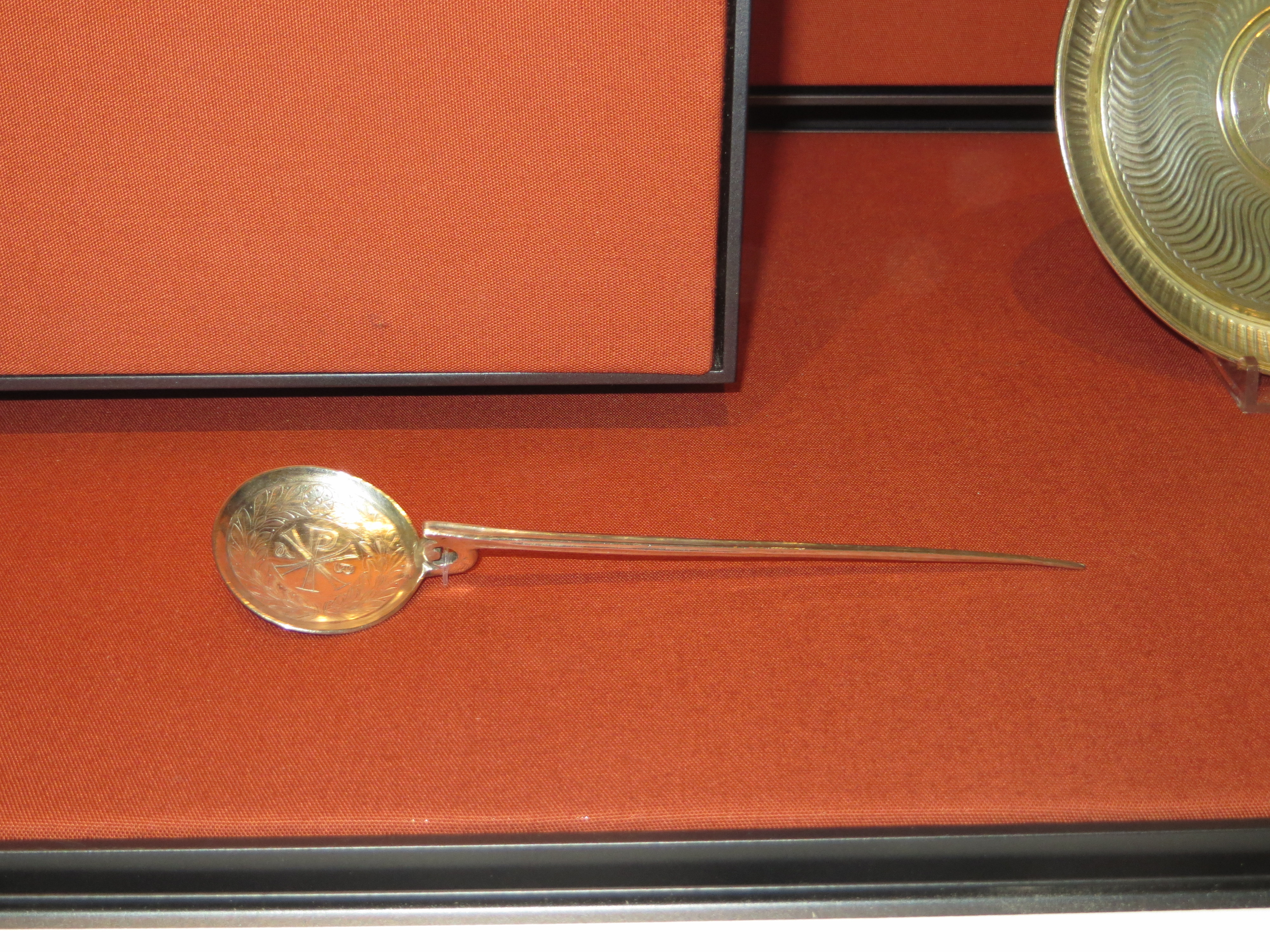
Cucchiaio d'argento con un cristogramma apocalittico inciso al centro.
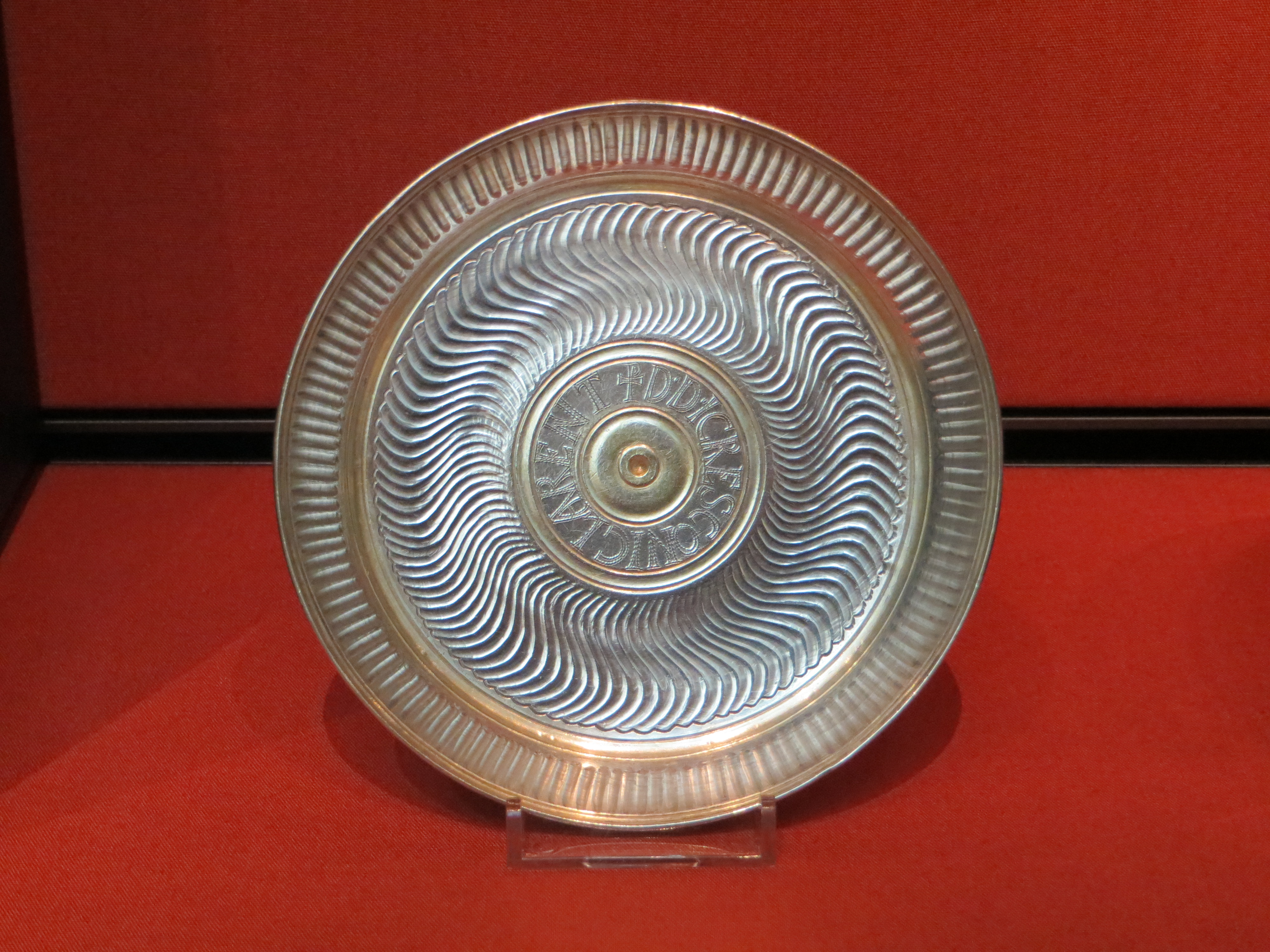
Ciotola piatta con un'iscrizione in latino attorno al centro.
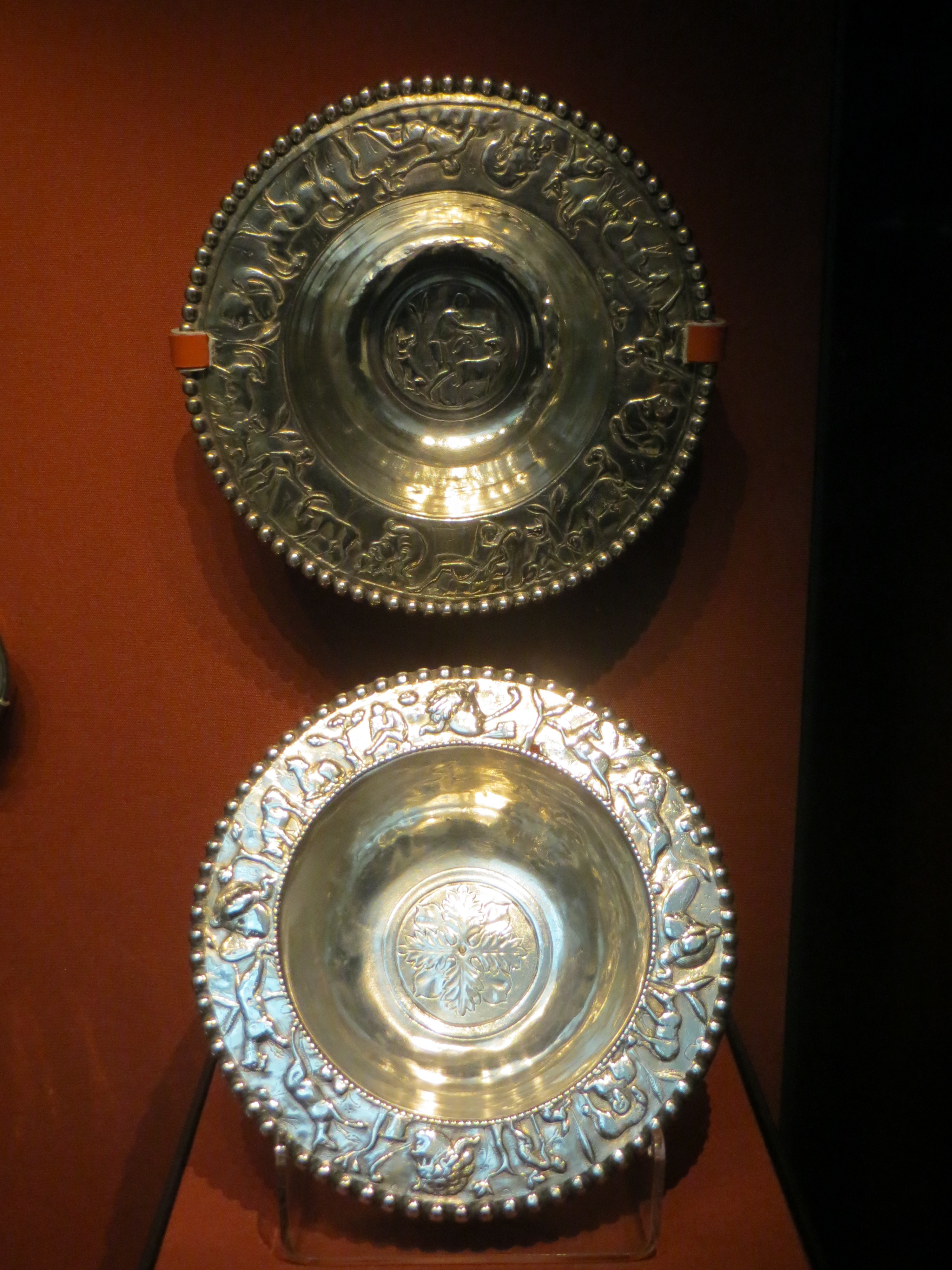
Due ciotole riccamente decorate con scene pastorali e baccanali.
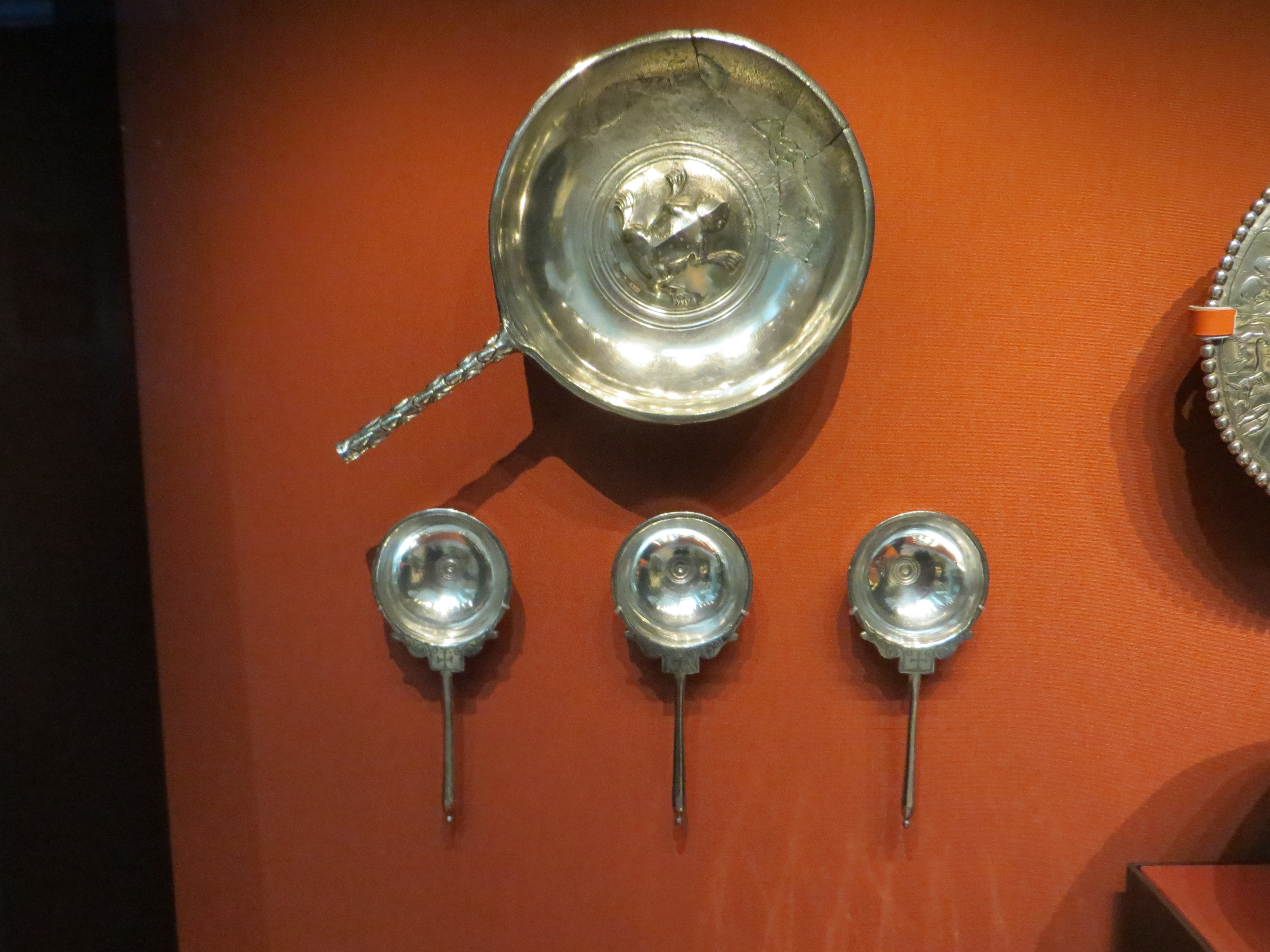
Ciotola poco profonda con cucchiai d'argento.
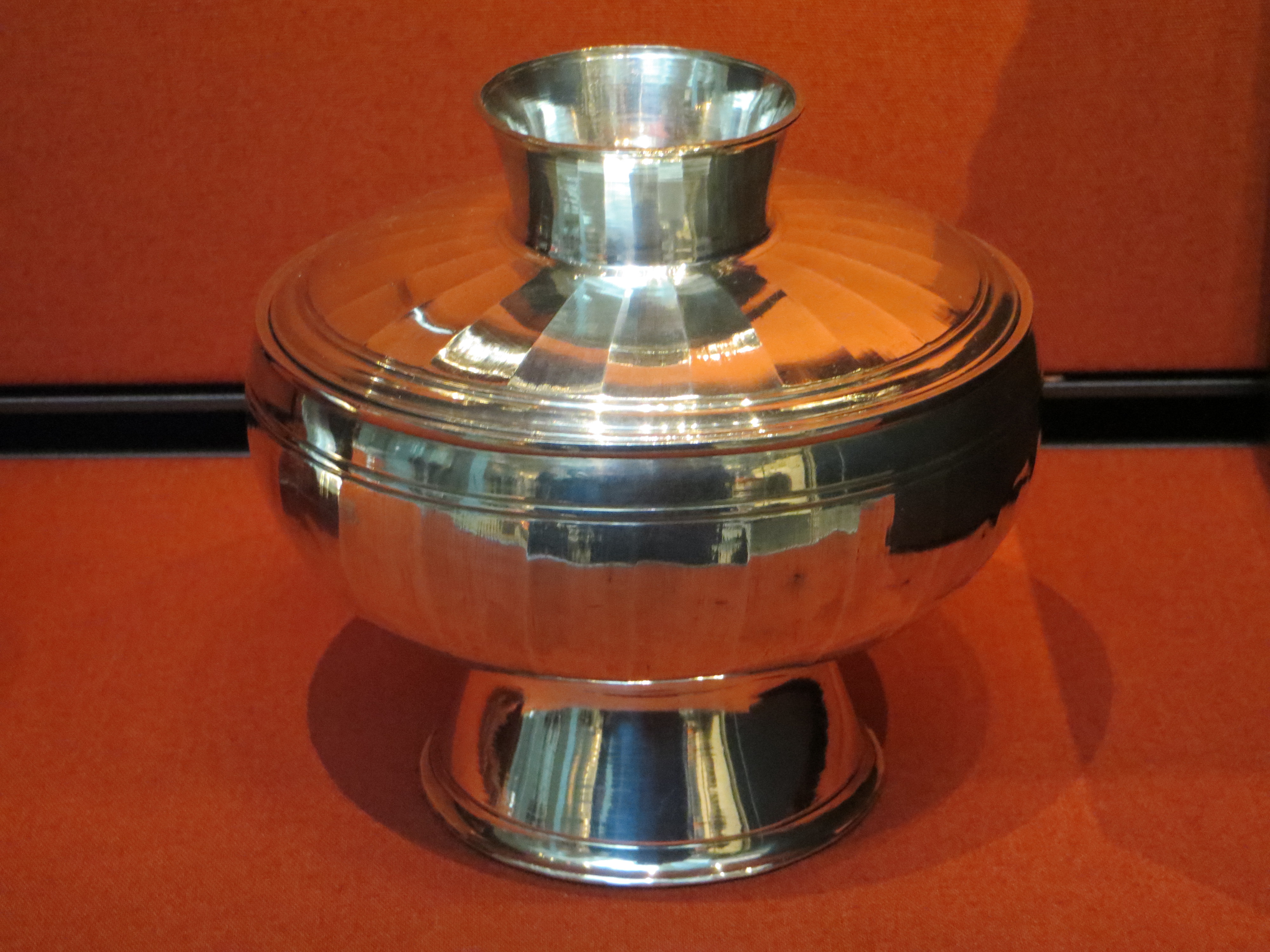
Una delle ciotole emisferiche con il coperchio